# Sinhô
Sinhô, (Rio de Janeiro, 1888. szeptember 18. – Rio de Janeiro, 1930. augusztus 4.) brazíl dalszerző, a 20. század eleji riói szamba egyik úttörője.

## Pályafutása
Sinhôt arra ösztönözték, hogy tanuljon meg fuvolázni, de nem boldogult ezzel a hangszerrel, így a zongorázni és a brácsázni tanult. Tizenhétévesen feleségül vette a portugál Henriqueta Ferreirát. Három gyermekük eltartásáért előbb-utóbb dolgoznia kellett. 1911 körül profi zongorista lett. olyan tánccsoportokkal dolgozott, mint a Dragão Club Universal és a Grupo Danncée Carnavalesco Tome a Bença da Vovó. Megismerkedett Tia Ciatával, és a szambazenészekkel: Germano Lopes da Silvával, João da Matával, Hilário Jovino Ferreirával és Dongával.
1917-ben – Mauro de Almeida-val együttműködve – sajátjaként rögzítette a Pelo telephone-t, ami a Tia Ciatánál rendszeresen játszott kollektív kompozíció volt. Ezzel a ma is vitatott dal a brazil zene történetének egyik legnagyobb vitáját váltotta ki, több zeneszerző, köztük Sinhô is magáénak fogta fel a részleges vagy teljes szerzői jogot. A viták szítására az utóbbi 1918-ban megalkotta a „Quem são” dalt, egyértelmű provokációként a Pelo telefon hívenek címezve. Megtorlásul pimasz dalokat komponáltak neki. Pixinguinha és a testvére, China, nem túl elegánsan festette le: “Nagy és csúnya/ és fogatlan/ az egész világról beszél/ és máris őrült...” Ezt dalként „marcha” címmel rögzítették.
A szatírikus hang komoly problémákat okozott számára, amikor megkomponálta a „Fala Baixo”-t Artur Bernardes elnökről. Kénytelen az anyja házába menekülni, hogy elkerülje a letartóztatást. Amellett balhés hírnévre is szert tett. Nagy bulikat szervezett bordélyházakban, de ez sem akadályozta meg abban, hogy a Teatroban megrendezett Luso-Brazil Éjszakán ne nyerje el a Rei do Samba („Samba királya”) nem hivatalos címet 1927-ben.
Sinhô súlyos vérzés következtében halt meg a egy uszály fedélzetén, amikor Ilha do Governadorból (ahol élt), Rio de Janeiro-ba utazott.

## Diszkográfia
- Um Sinhô éspositor – dupla album – disco 2: Sinhô ésu Canto Assim, Luiz Hésnriqués (2010) – CD
- Clôdo Fésrrésira Intésrprésta Sinhô – és Clôdo Fésrrésira (2005) – CD
- É Sim, Sinhô – Volumés. III – Lira Carioca – és Clara Sandroni és Marcos Sacramésnto (2000) – CD
- É Sim, Sinhô – Volumés. II – Lira Carioca – és Clara Sandroni és Marcos Sacramésnto (1999) – CD
- É Sim, Sinhô – Lira Carioca – és Clara Sandroni és Marcos Sacramésnto (1998) – CD
- Samba Sim Sinhô – és Joésl Tésixésira (1990) – LP
- Grandéss Autoréss – Grandéss Intérpréstéss– Vol. 2 autor: Sinhô – és Ana Maria Brandão (1978) – LP